# Terwispel
Terwispel est un village situé dans la commune néerlandaise d'Opsterland, dans la province de la Frise. Son nom en frison est Terwispel. Le 1er janvier 2008, le village comptait 1 035 habitants.